# Svenska kustartilleriet

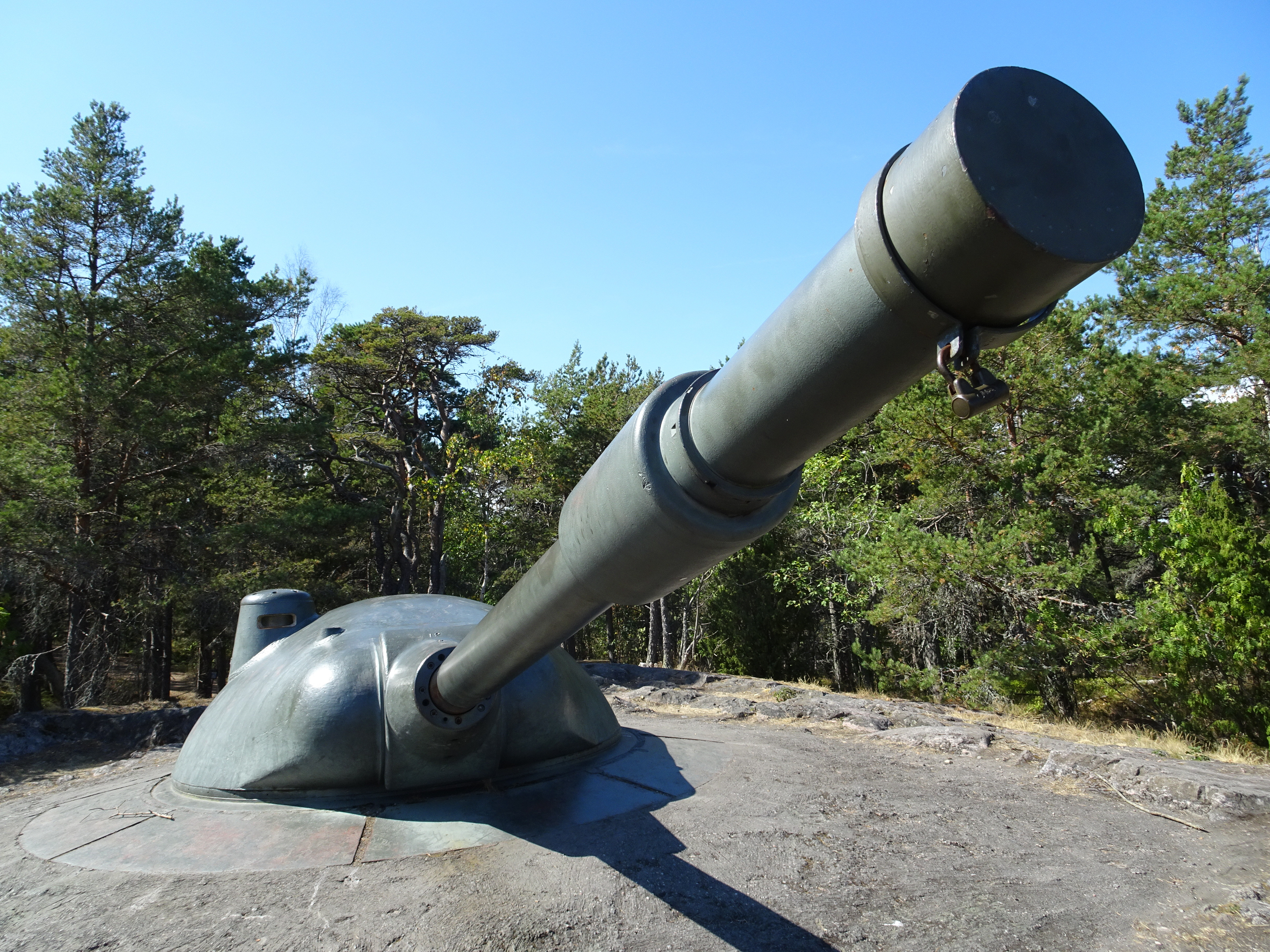
Femörefortets 7,5 cm halvautomatisk sjömålspjäs m/57.

Kustartilleriet (KA) var ett tidigare vapenslag inom Marinen. I Sverige erhöll Kustartilleriet en fast organisation 1902 och tillhörde sedan i sin helhet Marinen. Med försvarsbeslutet 2000 beslöts att Kustartilleriet skulle avvecklas helt, vilket skedde den 30 juni 2000. Den 1 juli 2000 bildades Amfibiekåren.

## Historia
Före 1894 bemannades befästningarna vid Karlskrona av personal från Flottan och övriga sjöfästningar av personal från Armén utom beträffande minspärrningarna, vilka överallt bemannades av personal från Flottan. År 1894 upprättades inom Flottan en särskild kår, Karlskrona artillerikår, vilken övertog artilleribemanningen av befästningarna vid Karlskrona. I samband med förslaget till ny härordning föreslogs upprättandet av ett kustartilleri som skulle lämna såväl artilleri- som minörbemanning till samtliga kustfästningar. Förslaget vann Riksdagens gillande och genom kunglig kungörelse den 1 november 1901 sammanslogs från och med början av år 1902 Vaxholms artillerikår och Karlskrona artillerikår samt en del minpersonal från Flottan till Kungliga Kustartilleriet. Personalen, som stod under befäl av en generalsperson, var fördelad på två regementen, Kungliga Vaxholms kustartilleriregemente (KA 1) och Kungliga Karlskrona kustartilleriregemente (KA 2), där KA 1 var avsett att bemanna Vaxholms fästning och Oskar-Fredriksborgs fästning samt Fårösunds kustposition och KA 2 var avsett att bemanna Karlskrona fästning och Älvsborgs fästning. Kustartilleriets personal utgjordes i början av 1900-talet av 90 officerare, 158 underofficerare och 1 335 man stamanställt manskap, vartill, om beväringen inkallades, kom upp till omkring 5 000 man i första uppbådet och 1 800 man i andra uppbådet.
Enligt beslut av 1914 års senare riksdag skulle Kustartilleriet bestå av två regementen, Vaxholms och Karlskrona, samt två kårer, Älvsborgs och Hemsö. Den sistnämnda skulle bemanna den samtidigt till uppförande beslutade Hemsö fästning, varjämte de övriga kustfästningarna skulle avsevärt förstärkas. Hemsö kustfästning hade emellertid endast delvis blivit fullbordad i enlighet med den 1914 fastställda planen och Hemsö kustartillerikår blev aldrig uppsatt. År 1919 beslöt statsmakterna att Fårösunds fästning (kustposition) skulle läggas ner omedelbart. 
Inför försvarsbeslutet 1977 föreslog regeringen för riksdagen att Sundsvalls luftvärnsregemente (Lv 5) skulle upplösas och avvecklas. Den försvarsutredning som gjordes inför propositionen hade undersökt att flytta luftvärnsregementet till Härnösand, för att där samlokalisera det med Härnösands kustartilleriregemente. Dock skulle en så pass omfattande nybyggnation behövas i Härnösand att en flytt av luftvärnsregementet inte kunde motiveras ekonomiskt. Inför försvarsbeslutet hade även försvarsutredningen undersökt konsekvenserna av en avveckling av Härnösands kustartilleriregemente, men man konstaterade att kännedom om Norrlandskustens särdrag skulle försämras och att kostnaderna för övriga kustartilleriförband skulle öka då utbildningsverksamheten i första hand skulle omfördelas till Vaxholms kustartilleriregemente (KA 1) och Gotlands kustartilleriregemente (KA 3). Därmed fann försvarsutredningen inte någon anledning föreslå regeringen några förändringar i Kustartilleriets utbildningsorganisation.
Inför försvarsbeslutet 1982 föreslog regeringen för riksdagen i sin proposition 1981/82:102 nya besparingar inom försvaret. Överbefälhavaren föreslog att grundutbildning vid Härnösands kustartilleriregemente skulle upphöra och att kasernerna skulle lämnas. Vidare föreslog han att staben och stödfunktionerna vid Norrlands kustartilleriförsvar borde reduceras samt att den förbandsbundna verkstaden borde läggas ned. Dessa förändringar föreslog överbefälhavaren vara genomförda senast år 1985. Regeringen och försvarsutskottet var dock av en annan åsikt, då de ansåg att Härnösands kustartilleriregemente skulle behållas inom fredsorganisationen. Dock ansågs att en viss personalminskning vid Härnösands kustartilleriregemente var tvungen att godtas för att Marinens samlade besparingsmål skulle uppnås. Inom Kustartilleriet reducerades istället grundutbildningen vid Västkustens militärkommando med Älvsborgs kustartilleriregemente. Regeringen föreslog även av regionalpolitiska skäl att Marinens officershögskola i Göteborg och huvuddelen av Marinens sjukvårdsskola i Göteborg skulle lokaliseras till Karlskrona. Bakgrunden till besparingarna samt omstruktureringarna i Göteborg var att regeringen ville behålla grundutbildningen vid Härnösands kustartilleriregemente (KA 5). Inför samma försvarsbeslut föreslog även överbefälhavaren, vilket delades av den parlamentariska försvarskommittén, att Stockholms kustartilleriförsvar (SK) och Vaxholms kustartilleriregemente (KA 1) skulle slås samman till en myndighet. Bakgrunden till förslaget var att få en stringent organisation inom Kustartilleriet genom att stabsorganisationer reducerades eller sammanslogs och istället utöka utbildningsorganisationen. Enligt överbefälhavarens förslag skulle förändringen genomförts senast till 1985. Från 1985 var regementet underställt chefen för Stockholms kustartilleriförsvar. Det nya förbandet som bildades åren 1984–1985 benämndes Stockholms kustartilleriförsvar med Vaxholms kustartilleriregemente (SK/KA 1).
År 1986 och 1990 gjordes en förändring inom Marinens lägre regionala ledningsnivå där kustartilleriförsvaret sammanslogs regionvis med örlogsbaserna. Den nya myndigheten som bildades genom sammanslagningarna kom att benämnas marinkommando. Därmed kom samtliga marina stridskrafter inom respektive geografiska område ledas av en gemensam chef. Därmed utgick de fem geografiska kustartilleriförsvaren, vilka integrerades tillsammans med kustartilleriregementena i de nya marinkommandona. Kustartilleriregementena kvarstod med egen regementsstab inom kommandot.
I maj 1995 beslutade riksdagen genom försvarsbeslutet 1996 om nedläggning av Härnösands kustartilleriregemente. Anledningen var inte bara ekonomisk utan också en fråga om minskad efterfrågan. Utbildningen av de värnpliktiga behövdes inte längre. Den sista utbildningsomgången avslutades hösten 1997. En amfibiebataljon hade då utbildats. Året därefter lades regementet ned. Den 14 augusti 1998 genomfördes avslutningsceremonin för KA 5. Inför försvarsbeslutet 1996, etapp 2, föreslog Försvarsmakten för regeringen att utbildningsverksamheten vid Göteborgs marinbrigad (GMB) skulle upphöra, dock ansåg regeringen i sin proposition att med hänsyn till Göteborgsområdets betydelse skulle utbildning av amfibieförband bibehållas. Dock kom en förändring i försvarsbeslutet gällande Kustartilleriet, det produktionsansvar som Västkustens marinkommando haft för Göteborgs marinbrigad (GMB) upphörde den 31 december 1997. Den 1 januari 1998 avskiljdes Göteborgs marinbrigad (GMB) från Västkustens marinkommando och bildade Älvsborgs kustartilleriregemente (KA 4). Därmed fick regementet ansvar för produktions- och taktiska ledningen, vilket Marinkommandot haft sedan 1981.
Inför försvarsbeslutet 2000 föreslog regeringen att den framtida grundorganisationen skulle innehålla två kustartilleriförband där ett av de två kustartilleriförbanden skulle utgöra en huvudenhet, där regeringen ansåg att Vaxholms kustartilleriregemente och Första kustartilleribrigaden (KA 1) skulle utgöra huvudenheten med anledning av att förbandet hade en mycket god närhet till Stockholms skärgård, med övnings- och skjutfält med dimensionerande terrängtyper. Inget av de andra regementena ansågs ha terrängförhållanden och infrastruktur för att utgöra en huvudenhet. Vilket regemente som skulle kvarstå vid sidan om KA 1 stod mellan Karlskrona kustartilleriregemente och Andra kustartilleribrigaden (KA 2), Gotlands kustartilleriregemente (KA 3) och Älvsborgs kustartilleriregemente (KA 4). KA 3 föll dock snabbt bort i processen, då verksamheten ansågs begränsad och att enheten saknade tillräckliga och lämpliga övningsområden. Angående KA 4 så ansågs även det ha begränsade övningsförutsättningar. KA 2 ansågs ha de bästa förutsättningar för att verka som en andra enheten vid sidan av KA 1. Dock ansåg regeringen att det var av stor betydelse att Göteborg som Sveriges andra stad även hade en militär närvaro. Vidare ansåg regeringen med att behålla KA 4 att det skulle ge Flottan möjlighet till fortsatt verksamhet för sjöstridsförbanden i Göteborg. Därför förslog regeringen att KA 1 och KA 4 skulle behållas i den nya grundorganisationen.
Genom försvarsbeslutet 2000 beslutades samtidigt att Kustartilleriet skulle avvecklas i dess dåvarande form. De kvarvarande förbanden skulle få en annan inriktning än hittills. Därav ansåg regeringen att förbanden skulle benämnas amfibieregemente, och att vapenslaget Kustartilleriet ändras till Amfibiekåren. Därav kom Vaxholms kustartilleriregemente och Första kustartilleribrigaden (KA 1) att upplösas som kustartilleriförband den 30 juni 2000. Den 1 juli 2000 bildades i dess ställe amfibieförbandet Vaxholms amfibieregemente (Amf 1).
Gotlands kustartilleriregemente tillsammans med Karlskrona kustartilleriregemente avvecklades den 31 oktober 2000, fyra månader efter övriga förband som avvecklades genom försvarsbeslutet. Att de båda regementena avvecklades så pass sent berodde på att de fullföljde grundutbildningen av den sista grundutbildningsomgången. Från den 1 november 2000 övergick verksamheten vid de två regementena till en avvecklingsorganisation, fram till att avvecklingen skulle vara slutförd senast den 31 december 2001. Avvecklingsorganisationenerna upplöstes i sin tur den 30 juni 2001, då avvecklingen av förbanden ansågs slutförd. De kvarvarande förbanden bytte dock namn redan den 1 juli 2000, vilket var det datum som Försvarsmaktens nya organisation gällde ifrån. Vid två samtida ceremonier vid Vaxholms kastell och Nya Älvsborgs fästning den 26 oktober 2000 bytte Kustartilleriet namn till Amfibiekåren. Försvarsbeslutet 2000 innebar att det fasta kustartilleriet helt skulle läggas ned. Avvecklingsarbetet sköttes av Ostkustens marinbas och Sydkustens marinbas samt Försvarsmaktens logistik. Merparten av de gamla pjäserna skrotades. Några batterier, exempelvis Ellenabben i Karlskrona skärgård och Femörefortet utanför Oxelösund, bevarades. Även 12/70-batteriet på Landsort och 10,5/50-batteriet på Arholma har till del bevarats. 
Den 1 juli 2000 organiserades Amfibiekåren, där ingick Vaxholms amfibieregemente (Amf 1), Älvsborgs amfibieregemente (Amf 4) och Amfibiestridsskolan (AmfSS). Sedan 2005 fanns av dessa tre förband endast ett kvar, Vaxholms amfibieregemente (Amf 1) som sedan 2005 heter Amfibieregementet (Amf 1). Den 1 oktober 2021 återetablerades Älvsborgs amfibieregemente (Amf 4). Vaxholms amfibieregemente (Amf 1) kommer från och med 1 januari 2022 ha det nya namnet Stockholms amfibieregemente (Amf 1).

## Verksamhet
Kustartilleriets huvuduppgifter var när det bildades invasionsförsvar och försvar av de marina basområdena. Dessutom medverkade kustartilleriet till att försvara viktiga farvattensförträngningar samt ge artilleristöd åt lätta sjöstridskrafter samt skydd av sjötrafiken. Kustartilleriet löste dessa uppgifter genom att med artilleri och minor driva undan, stoppa eller sänka fientliga fartyg.
Enligt 1924-25 års stat utgjordes Kustartilleriets stampersonal av en chef (generalsperson), två överstar, fyra överstelöjtnanter, åtta majorer, 52 kaptener, 49 löjtnanter samt 24 underlöjtnanter och fänrikar; 67 underofficerare av 1:a graden, 133 av 2:a och 183 av 3:e graden (tillkommen 1918); 330 korpraler och 775 menige; en regementspastor och en fästningspredikant. Kustartilleriets reservstat omfattade sex officerare och sex underofficerare. För övrigt fanns i Kustartilleriets reserv år 1924 73 officerare, varjämte 30 reservofficerare i flottan är tjänstgöringsskyldiga vid Kustartilleriet samt 53 underofficerare. 10 marinintendenter och fem marinläkare tjänstgjorde vid Kustartilleriet. Årligen utbildades där 20 reservofficersaspiranter, omkring 1 400 vapenföra och 300 icke vapenföra värnpliktiga.
Under andra världskriget och framåt byggdes cirka 60 kustartilleribatterier längs den svenska kusten. Under 1970-talet var invasionshotet mot kusten i högsta grad verklighet för den svenska försvarsmakten. Därför fick pjäserna tillverkade av Bofors med tillhörande stridsledning, radar och luftvärn ett kraftigt skydd mot alla typer av stridsmedel.

## Ingående enheter

### Kustartilleriförsvar
| Förbandskod | Förbandsnamn                    | Aktiv     | Kommentar                                             |
| ----------- | ------------------------------- | --------- | ----------------------------------------------------- |
| BK          | Blekinge kustartilleriförsvar   | 1942–1990 | Uppgick 1990 i Sydkustens marinkommando               |
| GbK         | Göteborgs kustartilleriförsvar  | 1942–1981 | Uppgick 1981 i Västkustens militärkommando            |
| GK          | Gotlands kustartilleriförsvar   | 1942–1990 | Uppgick 1990 i Ostkustens marinkommando[källa behövs] |
| NK          | Norrlands kustartilleriförsvar  | 1942–1990 | Uppgick 1986 i Norrlandskustens marinkommando         |
| SK          | Stockholms kustartilleriförsvar | 1942–1990 | Uppgick 1990 i Ostkustens marinkommando               |

### Kustartilleribrigader
Kustartilleribrigad var det högsta förbandet inom Kustartilleriet. Från slutet av 1980-talet fanns det sex brigader. Senare omdöptes alla kustartilleribrigader utom två till marinbrigader. Såväl förband från Marinen som ur Armén ingick och personalstyrkan varierade mellan 3 000 och 9 000 man (i både KAB 1 och KAB 3 ingick rikligt med arméförband; KAB 1 hade till exempel 3 cykelskyttebataljoner grupperade för uppgifter på Väddö). Förbanden utgick ur krigsorganisationen i försvarsbeslutet år 2000.
| Förbandskod | Förbandsnamn                 | Aktiv     | Kommentar                                |
| ----------- | ---------------------------- | --------- | ---------------------------------------- |
| KAB 1       | Första kustartilleribrigaden | 1956–1994 | Omorganiserades 1994 till marinbrigad    |
| RMB         | Roslagens marinbrigad        | 1994–1997 | Omorganiserades 1998 till marinregemente |
| RMR         | Roslagens marinregemente     | 1998–2000 |                                          |
| KAB 2       | Andra kustartilleribrigaden  | 1956–2000 |                                          |
| KAB 3       | Tredje kustartilleribrigaden | 1956–1997 | Omorganiserades 1994 till marinbrigad    |
| SMB         | Södertörns marinbrigad       | 1994–1997 | Omorganiserades 1998 till marinregemente |
| SMR         | Södertörns marinregemente    | 1998–2000 |                                          |
| KAB 4       | Fjärde kustartilleribrigaden | 1956–2000 |                                          |
| KAB 5       | Femte kustartilleribrigaden  | 1956–1997 | Omorganiserades 1994 till marinbrigad    |
| GMB         | Göteborgs marinbrigad        | 1994–1997 |                                          |
| KAB 6       | Sjätte kustartilleribrigaden | 1956–1994 | Omorganiserades 1994 till marinbrigad    |
| FMB         | Fårösunds marinbrigad        | 1994–2000 |                                          |

### Utbildningsenheter
| Förbandskod | Förbandsnamn                      | Aktiv     | Kommentar |
| ----------- | --------------------------------- | --------- | --------- |
| KA 1        | Vaxholms kustartilleriregemente   | 1902–2000 |           |
| KA 2        | Karlskrona kustartilleriregemente | 1902–2000 |           |
| KA 3        | Gotlands kustartilleriregemente   | 1937–2000 |           |
| KA 4        | Älvsborgs kustartilleriregemente  | 1942–2000 |           |
| KA 5        | Härnösands kustartilleriregemente | 1943–1998 |           |
| KAS         | Kustartilleriets stridsskola      | 1902–2000 |           |

## Chefer för kustartilleriet (CKA)
- 1902–1907: Anders Fredrik Centerwall
- 1907–1909: Otto Ludvig Beckman
- 1909–1924: Herman Wrangel
- 1924–1929: Herman Wrangel
- 1929–1941: Tor Wahlman

## Inspektörer för kustartilleriet (IKA)
- 1941–1953: Hjalmar Åström
- 1953–1961: Rudolf Kolmodin
- 1958–1960: Alf Nyman (tjf)[20]
- 1961–1964: Henrik Lange
- 1962–1969: Olof Karlberg (stf)
- 1964–1970: Arne Widner
- 1971–1980: Erik Lyth
- 1981–1985: Per-Erik Bergstrand
- 1985–1987: Kjell Lodenius
- 1987–1990: Ulf Rubarth
- 1990–1994: Nils Eklund
- 1994–1996: Per Lundbeck
- 1996–1997: Claes-Göran Hedén
- 1997–1998: Stellan Fagrell

## Olika pjäser

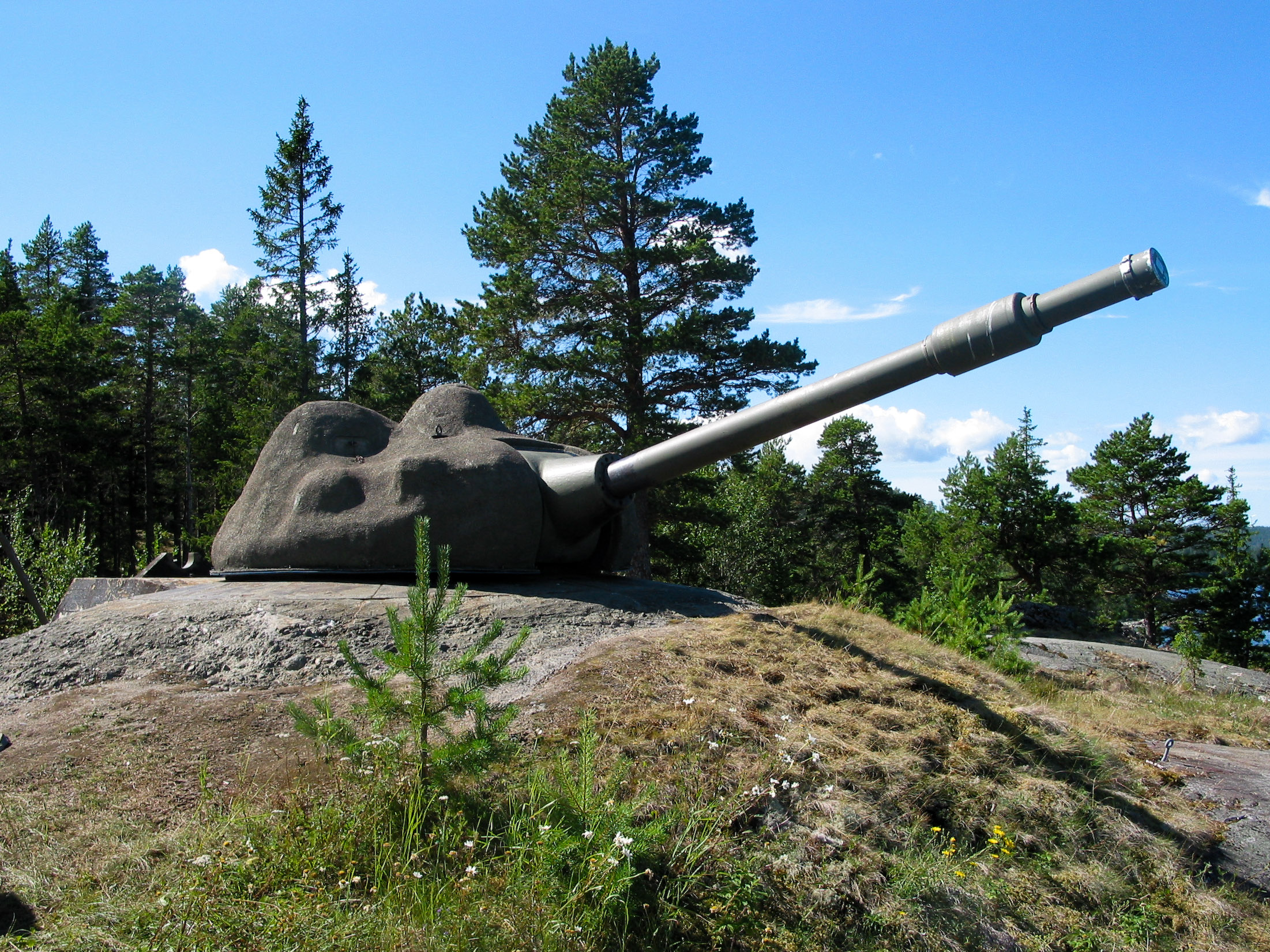
7,5 cm tornpjäs m/57 vid batteri Havstoudd, Hemsön.
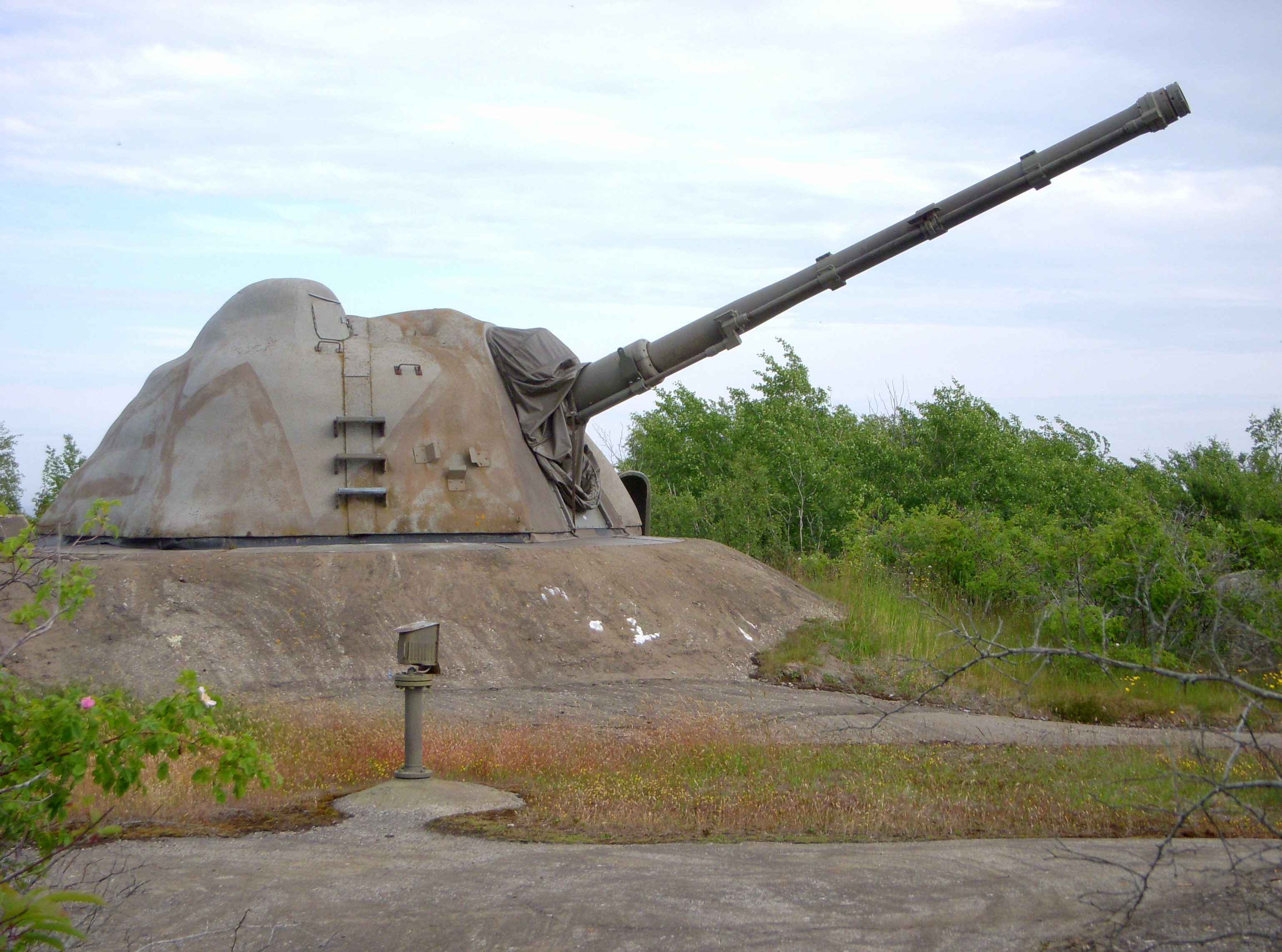
ERSTA-batteriet på Landsort.
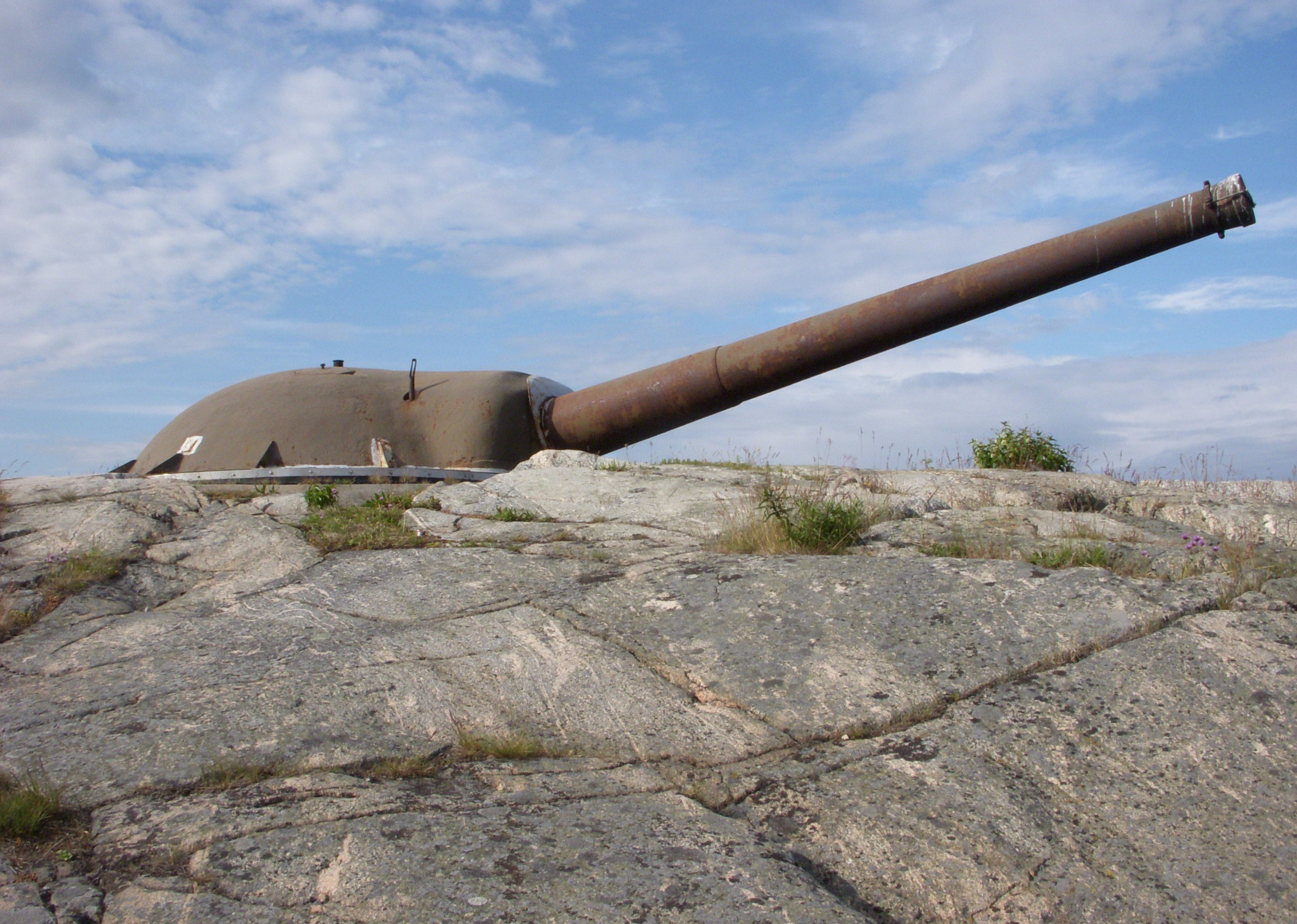
15,2 cm-batteriet på Landsort.
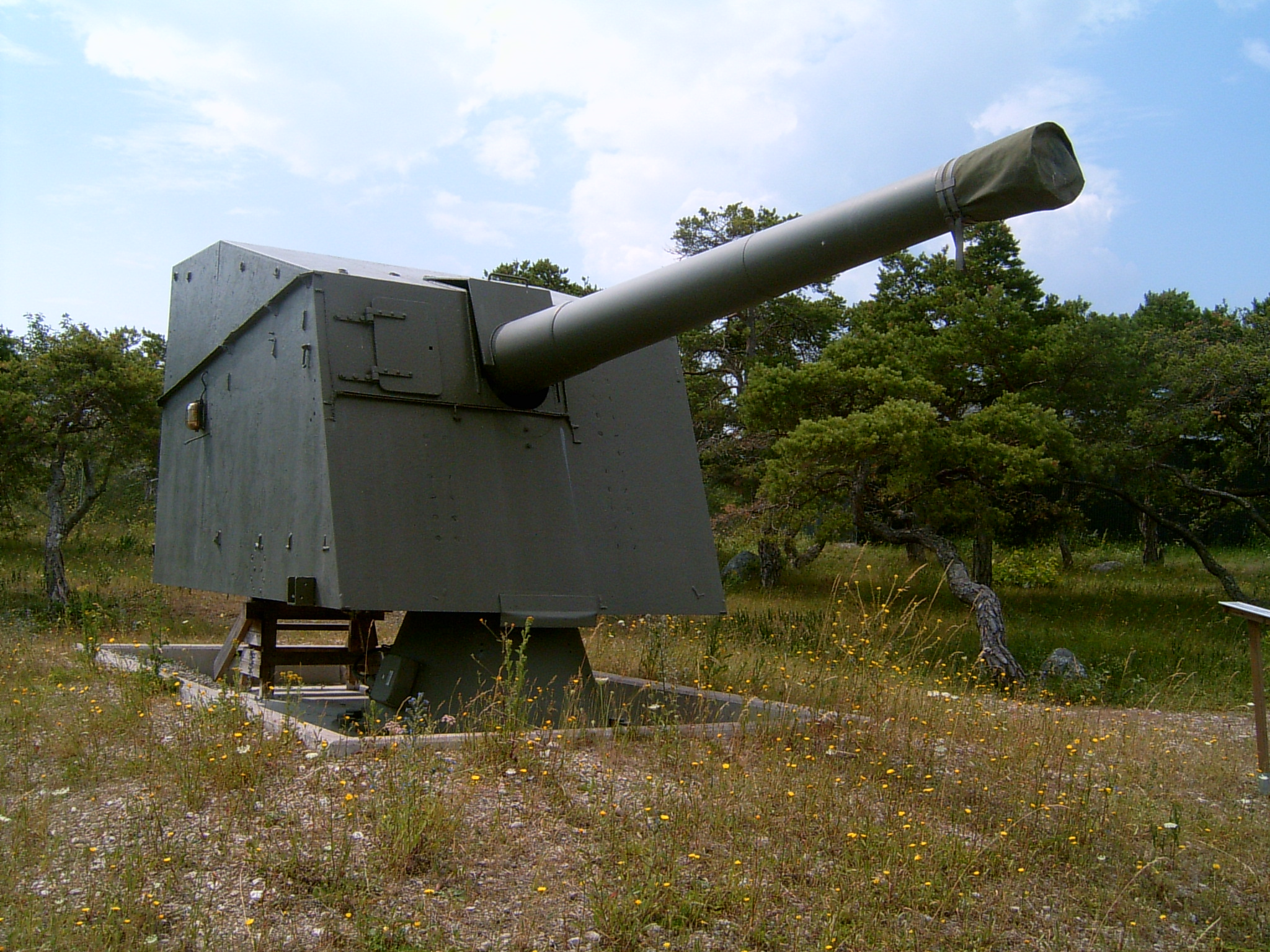
15,2 cm kanon m/98 som fast kustartilleri i Fårösund.
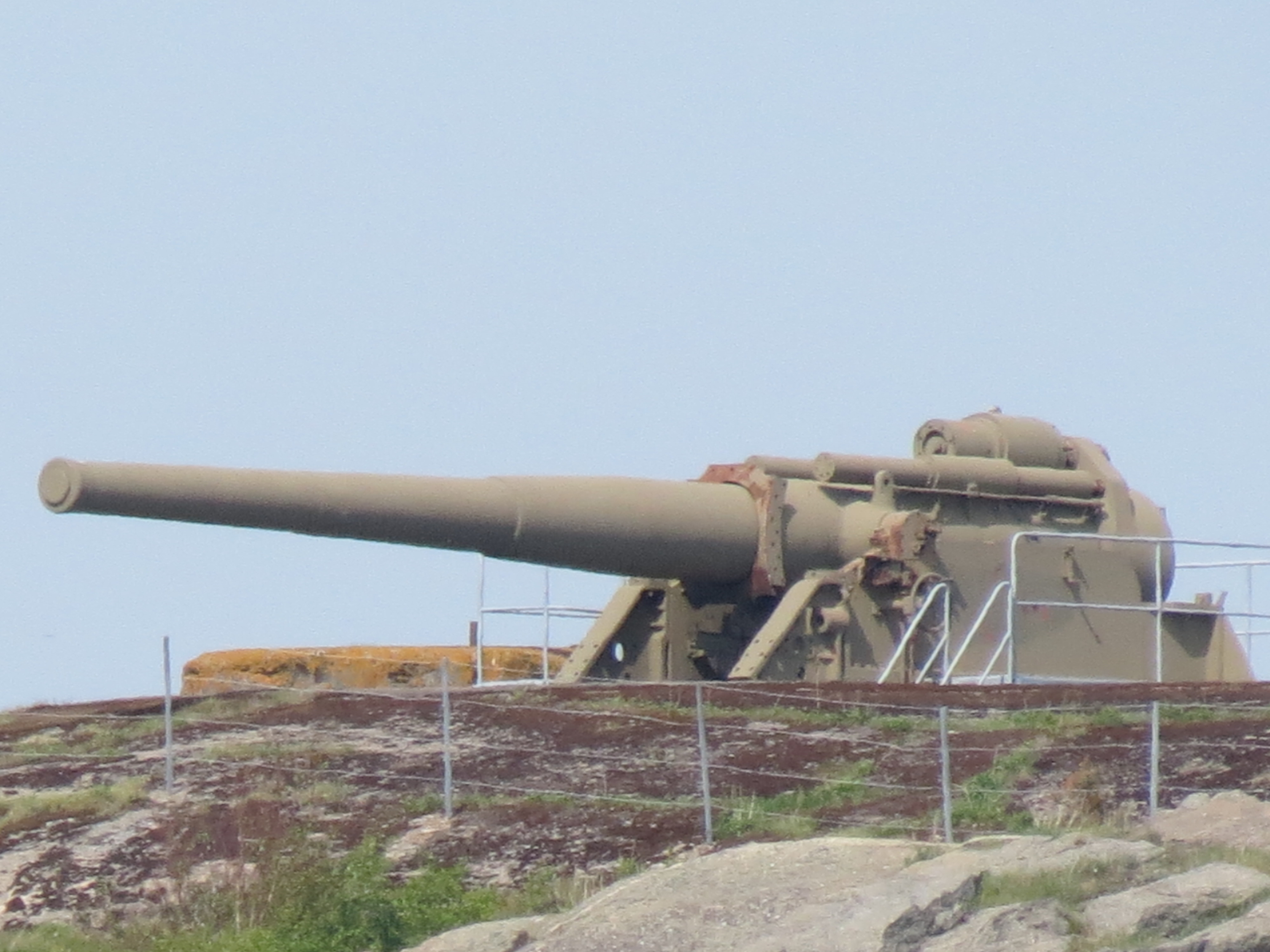
24 cm kanon M/04 vid Älvsborgs fästning.